# Іфтар у Білому домі
Іфтар у Білому домі — щорічний прийом, який відбувається в Білому домі та організовується президентом США та першою леді з нагоди святкування мусульманського місяця Рамадан. Щорічна традиція почалася в 1996 році, коли Гілларі Клінтон організувала святкову вечерю з нагоди Рамадану. У сучасній версії прийому беруть участь відомі члени американської мусульманської спільноти, зокрема політики, громадські лідери та студенти.

## Історія
Томас Джефферсон провів першу вечерю іфтар у Білому домі, приймаючи Сіді Солімана Меллімеллі, посланника Бейліка Тунісу, 9 грудня 1805 року. Джефферсон відрегулював час трапези після заходу сонця, щоб відповідати ісламським традиціям Рамадану.
Імовірно, після цього Рамадан не відзначався в Білому домі до 1996 року, хоча Джиммі Картер надіслав вітання з Ід «нашим співвітчизникам-американцям мусульманської віри» в 1980 році.

### Щорічні прийоми

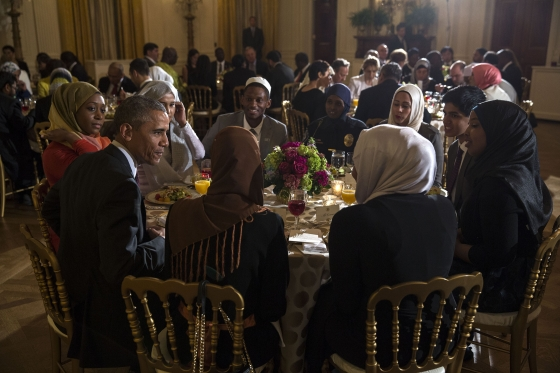
Президент Барак Обама влаштовує вечерю іфтар на честь Рамадану у Східній кімнаті Білого дому.

Президент Білл Клінтон продовжив цю традицію, як і Джордж Буш, який влаштував іфтар у Білому домі в 2001 році. Згодом Буш продовжував проводити вечерю щороку протягом двох термінів. Барак Обама влаштував свою першу вечерю на Рамадан у 2009 році, а потім кожного року свого президентства.
У 2017 році Дональд Трамп порушив двадцятирічну традицію Білого дому, вирішивши не влаштовувати вечерю іфтар у Білому домі. Трамп відновив традицію вечері іфтар у Білому домі 6 червня 2018 року, а в 2019 році Білий дім провів вечерю іфтар 13 травня 2019 року. Друга адміністрація Дональда Трампа продовжила традицію, влаштувавши вечерю іфтар 27 березня 2025 року.
У 2024 році після обурення та протестів проти його дій у війні в Газі, в тому числі з боку арабських і мусульманських лідерів у Мічигані, президент Джо Байден провів «тихий, різко скорочений іфтар». Багато лідерів американських мусульманських громад відмовилися від участі через підтримку Ізраїлю адміністрацією Байдена та зростанням ісламофобських настроїв у США.